# Gouvernement Di Rupo (Belgique)
Pour les articles homonymes, voir Gouvernement Di Rupo.
Royaume de Belgique
Leterme II Michel I
Le gouvernement Di Rupo est le gouvernement fédéral du royaume de Belgique entre le 6 décembre 2011 et le 11 octobre 2014, sous la 53e législature de la Chambre des représentants.
Dirigé par le socialiste francophone Elio Di Rupo, ce gouvernement entre en fonction plus de 500 jours après la démission du précédent. Il rassemble une « coalition papillon » entre socialistes, libéraux et chrétiens-démocrates francophones et flamands. Moins de trois ans après son assermentation, il cède le pouvoir au gouvernement Michel I, dont les socialistes ainsi que les chrétiens-démocrates francophones sont exclus.
Parmi les mesures prises par le gouvernement, on trouve la sixième réforme de l'État. Mise en place avec le soutien d'Ecolo et de Groen, celle-ci transforme le Sénat en chambre des entités fédérées, transfère aux régions et aux communautés de nouvelles compétences, augmente la durée des législatures fédérales (passant de quatre à cinq ans) et met un terme aux tensions communautaires sur l'arrondissement électoral de Bruxelles-Hal-Vilvorde, ce dernier étant scindé.  

## Historique du mandat
Dirigé par le nouveau Premier ministre socialiste francophone Elio Di Rupo, ce gouvernement est constitué et soutenu par une coalition de centre gauche et centre droit, entre le Parti socialiste (PS), le Christen-Democratisch en Vlaams (CD&V), le Mouvement réformateur (MR), le Socialistische Partij Anders (SP.A), l’Open Vlaamse Liberalen en Democraten (Open VLD) et le Centre démocrate humaniste (CDH). Ensemble, ils disposent de 93 représentants sur 150, soit 62 % des sièges de la Chambre des représentants.
Il est formé à la suite des élections fédérales du 13 juin 2010.
Il succède donc au second gouvernement fédéral du chrétien-démocrate néerlandophone Yves Leterme, constitué des mêmes partis, à l'exception du SP.A.
L'exécutif est nommé par le roi Albert II un an et cinq mois après la tenue des élections fédérales, et un an et sept mois après la démission de son prédécesseur. La Belgique établit alors, à cette époque, le record de la plus longue crise politique dans un État démocratique. Di Rupo avait déjà tenté déminer la formation d'une majorité au cours de l'été 2010 mais s'était heurté à l'opposition des nationalistes et des chrétiens-démocrates flamands. Il est ensuite désigné formateur en mai 2011 et prend six mois pour constituer sa coalition.
L'exécutif reçoit le surnom de « gouvernement papillon », à la fois du fait des différentes couleurs des partis politiques qui le composent — le rouge des socialistes, le bleu des libéraux et l'orange des chrétiens-démocrates — et de l'habitude vestimentaire du Premier ministre d'arborer un nœud papillon. Elio Di Rupo est par ailleurs le premier Premier ministre socialiste et le premier chef de l'exécutif francophone depuis Edmond Leburton en 1973.
Le gouvernement remet sa démission au roi Philippe le 26 mai 2014, au lendemain des élections législatives fédérales ayant confirmé l'Alliance néo-flamande (N-VA) comme premier parti belge et marqué un recul du PS, talonné par le MR. Le cabinet expédie les affaires courantes jusqu'à la prise de fonction du gouvernement Michel le 11 octobre suivant.

## Composition

### Initiale (6 décembre 2011)
| Fonction | Titulaire | Titulaire                | Titulaire                                      | Parti    |
| --- | --------- | ------------------------ | ---------------------------------------------- | -------- |
| Premier ministre |           | Elio Di Rupo             | Elio Di Rupo                                   | PS       |
| Vice-Premier ministre Ministre des Finances et du Développement durable (Chargé de la Fonction publique)                                     |           | Steven Vanackere         | Steven Vanackere                               | CD&V     |
| Vice-Premier ministre Ministre des Affaires étrangères, du Commerce extérieur et des Affaires européennes                                    |           | Didier Reynders          | Didier Reynders                                | MR       |
| Vice-Premier ministre Ministre de l'Économie, des Consommateurs et de la Mer du Nord                                                         |           | Johan Vande Lanotte      | Johan Vande Lanotte                            | SP.A     |
| Vice-Premier ministre Ministre des Pensions                                                                                                  |           | Vincent Van Quickenborne | Vincent Van Quickenborne (jusqu'au 18/10/2012) | Open VLD |
| Vice-Premier ministre Ministre des Pensions                                                                                                  |           | Alexander De Croo        | Alexander De Croo (à partir du 18/10/2012)     | Open VLD |
| Vice-Première ministre Ministre de l'Intérieur et de l'Égalité des chances                                                                   |           | Joëlle Milquet           | Joëlle Milquet                                 | CDH      |
| Vice-Première ministre Ministre des Affaires sociales et de la Santé publique (Chargée de Beliris et des Institutions culturelles fédérales) |           | Laurette Onkelinx        | Laurette Onkelinx                              | PS       |
| Ministre des Classes moyennes, des PME, des Indépendants et de l'Agriculture                                                                 |           | Sabine Laruelle          | Sabine Laruelle                                | MR       |
| Ministre de la Défense |           | Pieter De Crem           | Pieter De Crem                                 | CD&V     |
| Ministre des Entreprises publiques, de la Politique scientifique et de la Coopération au développement (Chargé des Grandes villes)           |           | Paul Magnette            | Paul Magnette                                  | PS       |
| Ministre de la Justice |           | Annemie Turtelboom       | Annemie Turtelboom                             | Open VLD |
| Ministre du Budget et de la Simplification administrative                                                                                    |           | Olivier Chastel          | Olivier Chastel                                | MR       |
| Ministre de l'Emploi |           | Monica De Coninck        | Monica De Coninck                              | SP.A     |
| Secrétaire d'État à l'Environnement, à l'Énergie et à la Mobilité ; et aux Réformes institutionnelles                                        |           | Melchior Wathelet        | Melchior Wathelet                              | CDH      |
| Secrétaire d'État aux Affaires sociales, aux Familles et aux Personnes handicapées (Chargé des Risques professionnels)                       |           | Philippe Courard         | Philippe Courard                               | PS       |
| Secrétaire d'État aux Réformes institutionnelles ; et à la Régie des Bâtiments                                                               |           | Servais Verherstraeten   | Servais Verherstraeten                         | CD&V     |
| Secrétaire d'État à l'Asile et la Migration, à l'Intégration sociale et à la Lutte contre la pauvreté                                        |           | Maggie De Block          | Maggie De Block                                | Open VLD |
| Secrétaire d'État à la Fonction publique et à la Modernisation des services publics                                                          |           | Hendrik Bogaert          | Hendrik Bogaert                                | CD&V     |
| Secrétaire d'État à la Lutte contre la fraude sociale et fiscale                                                                             |           | John Crombez             | John Crombez                                   | SP.A     |

### Remaniement du 17 janvier 2013
- Les nouveaux membres sont indiqués en gras, ceux ayant changé d'attributions en italique.

| Fonction | Titulaire | Titulaire              | Titulaire              | Parti    |
| --- | --------- | ---------------------- | ---------------------- | -------- |
| Premier ministre |           | Elio Di Rupo           | Elio Di Rupo           | PS       |
| Vice-Premier ministre Ministre des Finances et du Développement durable (Chargé de la Fonction publique)                                                |           | Steven Vanackere       | Steven Vanackere       | CD&V     |
| Vice-Premier ministre Ministre des Affaires étrangères, du Commerce extérieur et des Affaires européennes                                               |           | Didier Reynders        | Didier Reynders        | MR       |
| Vice-Premier ministre Ministre de l'Économie, des Consommateurs et de la Mer du Nord                                                                    |           | Johan Vande Lanotte    | Johan Vande Lanotte    | SP.A     |
| Vice-Premier ministre Ministre des Pensions |           | Alexander De Croo      | Alexander De Croo      | Open VLD |
| Vice-Première ministre Ministre de l'Intérieur et de l'Égalité des chances                                                                              |           | Joëlle Milquet         | Joëlle Milquet         | CDH      |
| Vice-Première ministre Ministre des Affaires sociales et de la Santé publique (Chargée de Beliris et des Institutions culturelles fédérales)            |           | Laurette Onkelinx      | Laurette Onkelinx      | PS       |
| Ministre des Classes moyennes, des PME, des Indépendants et de l'Agriculture                                                                            |           | Sabine Laruelle        | Sabine Laruelle        | MR       |
| Ministre de la Défense |           | Pieter De Crem         | Pieter De Crem         | CD&V     |
| Ministre des Entreprises publiques et de la Coopération au développement (Chargé des Grandes villes)                                                    |           | Jean-Pascal Labille    | Jean-Pascal Labille    | PS       |
| Ministre de la Justice |           | Annemie Turtelboom     | Annemie Turtelboom     | Open VLD |
| Ministre du Budget et de la Simplification administrative                                                                                               |           | Olivier Chastel        | Olivier Chastel        | MR       |
| Ministre de l'Emploi |           | Monica De Coninck      | Monica De Coninck      | SP.A     |
| Secrétaire d'État à l'Environnement, à l'Énergie et à la Mobilité ; et aux Réformes institutionnelles                                                   |           | Melchior Wathelet      | Melchior Wathelet      | CDH      |
| Secrétaire d'État aux Affaires sociales, aux Familles et aux Personnes handicapées (Chargé des Risques professionnels) ; et à la Politique scientifique |           | Philippe Courard       | Philippe Courard       | PS       |
| Secrétaire d'État aux Réformes institutionnelles ; et à la Régie des Bâtiments                                                                          |           | Servais Verherstraeten | Servais Verherstraeten | CD&V     |
| Secrétaire d'État à l'Asile et la Migration, à l'Intégration sociale et à la Lutte contre la pauvreté                                                   |           | Maggie De Block        | Maggie De Block        | Open VLD |
| Secrétaire d'État à la Fonction publique et à la Modernisation des services publics                                                                     |           | Hendrik Bogaert        | Hendrik Bogaert        | CD&V     |
| Secrétaire d'État à la Lutte contre la fraude sociale et fiscale                                                                                        |           | John Crombez           | John Crombez           | SP.A     |

### Remaniement du 5 mars 2013
- Les nouveaux membres sont indiqués en gras, ceux ayant changé d'attributions en italique.

| Fonction | Titulaire | Titulaire              | Titulaire                                  | Parti    |
| --- | --------- | ---------------------- | ------------------------------------------ | -------- |
| Premier ministre |           | Elio Di Rupo           | Elio Di Rupo                               | PS       |
| Vice-Premier ministre Ministre de la Défense |           | Pieter De Crem         | Pieter De Crem                             | CD&V     |
| Vice-Premier ministre Ministre des Affaires étrangères, du Commerce extérieur et des Affaires européennes                                                            |           | Didier Reynders        | Didier Reynders                            | MR       |
| Vice-Premier ministre Ministre de l'Économie, des Consommateurs et de la Mer du Nord (Chargé de la Lutte contre la fraude sociale et fiscale à partir du 15/09/2014) |           | Johan Vande Lanotte    | Johan Vande Lanotte                        | SP.A     |
| Vice-Premier ministre Ministre des Pensions |           | Alexander De Croo      | Alexander De Croo                          | Open VLD |
| Vice-Première ministre Ministre de l'Intérieur et de l'Égalité des chances                                                                                           |           | Joëlle Milquet         | Joëlle Milquet (jusqu'au 22/07/2014)       | CDH      |
| Vice-Première ministre Ministre de l'Intérieur et de l'Égalité des chances                                                                                           |           | Melchior Wathelet      | Melchior Wathelet (à partir du 22/07/2014) | CDH      |
| Vice-Première ministre Ministre des Affaires sociales et de la Santé publique (Chargée de Beliris et des Institutions culturelles fédérales)                         |           | Laurette Onkelinx      | Laurette Onkelinx                          | PS       |
| Ministre des Classes moyennes, des PME, des Indépendants et de l'Agriculture                                                                                         |           | Sabine Laruelle        | Sabine Laruelle                            | MR       |
| Ministre des Finances (Chargé de la Fonction publique) |           | Koen Geens             | Koen Geens                                 | CD&V     |
| Ministre des Entreprises publiques et de la Coopération au développement (Chargé des Grandes villes)                                                                 |           | Jean-Pascal Labille    | Jean-Pascal Labille                        | PS       |
| Ministre de la Justice |           | Annemie Turtelboom     | Annemie Turtelboom (jusqu'au 25/07/2014)   | Open VLD |
| Ministre de la Justice |           | Maggie De Block        | Maggie De Block (à partir du 25/07/2014)   | Open VLD |
| Ministre du Budget et de la Simplification administrative |           | Olivier Chastel        | Olivier Chastel                            | MR       |
| Ministre de l'Emploi |           | Monica De Coninck      | Monica De Coninck                          | SP.A     |
| Secrétaire d'État à l'Environnement, à l'Énergie et à la Mobilité ; et aux Réformes institutionnelles                                                                |           | Melchior Wathelet      | Melchior Wathelet (jusqu'au 22/07/2014)    | CDH      |
| Secrétaire d'État à l'Environnement, à l'Énergie et à la Mobilité ; et aux Réformes institutionnelles                                                                |           | Catherine Fonck        | Catherine Fonck (à partir du 22/07/2014)   | CDH      |
| Secrétaire d'État aux Affaires sociales, aux Familles et aux Personnes handicapées (Chargé des Risques professionnels) ; et à la Politique scientifique              |           | Philippe Courard       | Philippe Courard (jusqu'au 15/09/2014)     | PS       |
| Secrétaire d'État aux Réformes institutionnelles ; et à la Régie des Bâtiments et au Développement durable                                                           |           | Servais Verherstraeten | Servais Verherstraeten                     | CD&V     |
| Secrétaire d'État à l'Asile et la Migration, à l'Intégration sociale et à la Lutte contre la pauvreté                                                                |           | Maggie De Block        | Maggie De Block (jusqu'au 25/07/2014)      | Open VLD |
| Secrétaire d'État à la Fonction publique et à la Modernisation des services publics                                                                                  |           | Hendrik Bogaert        | Hendrik Bogaert                            | CD&V     |
| Secrétaire d'État à la Lutte contre la fraude sociale et fiscale |           | John Crombez           | John Crombez (jusqu'au 15/09/2014)         | SP.A     |

## Actions du gouvernement
- Réforme des pensions : à peine formé le gouvernement, entame une réforme des pensions, dont la mesure majeure est le report de l'âge de la pension anticipée. La loi est adoptée le 22 décembre 2011, soit 16 jours après la formation du gouvernement[1],[2].

- Lutte contre le chômage : les mesures prises en 2014, par le gouvernement Di Rupo, entrainent la suppression des allocations de chômage de 50 000 personnes[3],[4],[5]